# 사상역 (도시철도)
사상(서부터미널)역(Sasang(Seobu Bus Terminal)Station, 沙上(西部터미널)驛)은 부산광역시 사상구 괘법동에 있는 부산 도시철도 2호선과 부산-김해 경전철의 전철역이자,환승역이다. 부산-김해 경전철은 이 역부터 가야대역까지 모두 지상 구간이다. 부산-김해 경전철은 심야에 4편성이 주박한다.
현재 부산-김해 경전철의 기점이며, 서부터미널은 2호선 역의 부역명이자 경전철 역의 병기역명이다. 추후에 이 역은 부산 도시철도 5호선, 경전선 (부전-마산간 복선전철)과 환승이 예정되어 있으며, 공덕역 및 왕십리역, 김포공항역과 같은 4개 노선 환승역이 될 전망이다.

## 역명의 유래
역이 위치한 사상구의 지명에서 유래한 이름이다.

## 역사
- 1999년 6월 30일: 부산 도시철도 2호선 개통과 함께 영업 개시.
- 2011년 9월 16일: 부산-김해 경전철 종착역으로 개통과 함께 환승역이 됨.
- 2026년 12월: 부산 도시철도 5호선 개통 예정.

## 역 구조
두 노선 모두 2면 2선식의 상대식 승강장이고, 스크린도어가 설치되어 있다. 부산 도시철도 2호선 역은 지하역, 부산-김해 경전철 역은 지상역이다.
2호선은 반대쪽 승강장으로 횡단 할 수 없는 구조인 반면, 부산-김해 경전철은 대합실을 통과해 반대쪽 승강장으로 갈 수 있는 구조로 되어 있다.
2호선은 서부터미널 교차로에 역이 있고, 부산-김해 경전철은 경부선 사상역과 가까운 곳에 있어,
환승 통로의 길이가 길다.
2호선 사상역도 약간 곡선형인 승강장을 갖추고 있고, 부산-김해 경전철 사상역은 불암역과 함께 곡선 승강장을 갖추고 있다.
거의 직선이지만 양 방향 승강장에 자세히 보면 살짝 곡선이 있다.

### 부산 2호선 승강장
| 감전↑ |
| \| 상 |
| ↓덕포 |

| 상행 | ● 부산 도시철도 2호선 | 서면·수영·해운대·장산 방면 |
| 하행 | ● 부산 도시철도 2호선 | 덕천·화명·호포·양산 방면   |

|                  |
| 양산 방면 역명판 |

### 부산-김해경전철 승강장
| 시·종착역     |
| \| 상         |
| ↓괘법르네시떼 |

| 상행 | ● 부산-김해 경전철 | 당역 종착                      |
| 하행 | ● 부산-김해 경전철 | 공항·대저·수로왕릉·가야대 방면 |

|        |
| 승강장 |

### 환승
부산-김해 경전철 역 1번 출구와 부산 2호선 대합실에 역 간의 연결 통로가 있으나, 도시철도 2번출구와 경전철 1번출구로 이동하는 것과 도시철도 4번출구와 경전철 2번출구를 통해 이동하는 것이 환승통로로 이동하는 것보다 더 빠른게 특이한 점이다.
개찰구 외부에 있어 직통 환승은 불가능하며, 개찰구를 통과해야 하기 때문에 선/후불 교통카드로 환승 처리가 되는 이른바 소프트 환승 방식이다. 다만, 운영하는 기관마다 각기 달라 1회용 승차권으로는 불가능하므로, 별도로 승차권을 구입해야 한다. 2011년 부산광역시, 양산시, 김해시 간 광역환승할인제 시행으로 카드 이용 시 환승할인을 적용받을 수 있다.

## 역 주변
인근에 경부선 사상역과 부산서부시외버스터미널이 있다.
- 서부시외버스터미널
- 천일여객 본사
- 에플아울렛
- 파라곤호텔
- 부산은행 사상역지점
- 경부선 사상역
- 이마트 사상점
- 국민은행 사상역지점
- 덕포시장
- 신라대학교
- 사상고등학교
- 르네시떼
- 전북은행 부산 외국인 라운지

## 승차량 변동
- 2011년 9월 16일에 부산김해경전철이 개통한 이후 이용객이 증가하였다. 환승 통로가 없어서 소프트 환승을 포함한다.
- 부산-김해 경전철은 부산광역시에서 실시하는 교통조사 분석용역을 통해서 부산권 역들의 승하차량은 확인 가능하다.
- 부산-김해 경전철 사상역은 현재 부산-김해 경전철의 부산권 역들 중에서 이용객이 가장 많다.

| 역 노선          | 승차 인원 | 승차 인원 | 승차 인원 | 승차 인원 | 승차 인원 | 승차 인원 | 승차 인원 | 승차 인원 | 승차 인원 | 승차 인원 | 승차 인원 | 승차 인원 | 승차 인원 | 승차 인원 | 승차 인원 | 주 석 |
| 역 노선          | 2002년    | 2003년    | 2004년    | 2005년    | 2006년    | 2007년    | 2008년    | 2009년    | 2010년    | 2011년    | 2012년    | 2013년    | 2014년    | 2015년    | 2016년    | 주 석 |
| ---------------- | --------- | --------- | --------- | --------- | --------- | --------- | --------- | --------- | --------- | --------- | --------- | --------- | --------- | --------- | --------- | ----- |
| 2호선            | 16468     | 16078     | 15678     | 15801     | 14851     | 13754     | 15048     | 15078     | 15625     | 18107     | 21408     | 22584     | 23380     | 23796     |           | [ 2 ] |
| 부산-김해 경전철 | 미개통    | 미개통    | 미개통    | 미개통    | 미개통    | 미개통    | 미개통    | 미개통    | 미개통    | 5612      | 6501      | 7458      |           |           |           |       |

## 인접한 역
| 부산 도시철도 2호선 | 부산 도시철도 2호선   | 부산 도시철도 2호선        |
| ------------------- | --------------------- | -------------------------- |
| 226 감전 장산 방면  | ● 부산 도시철도 2호선 | 228 덕포 양산 방면         |
| 부산-김해 경전철    |                       |                            |
| 시·종착역           | ● 부산-김해 경전철    | 2 괘법르네시떼 가야대 방면 |